# Jean-Louis Tripp
Pour les articles homonymes, voir Tripp.
Jean-Louis Tripp (également écrit JeanLouis Tripp), né le 4 février 1958 à Montauban, est un dessinateur et scénariste de bande dessinée, sculpteur et peintre français.

## Biographie

### Enfance et famille
Ses deux parents sont instituteurs et son nom de famille de naissance est Jean-Louis Tripier. Il prendra ensuite les noms d'artistes de Trip en 1977, puis Tripp en 1981. Comme il le raconte dans son livre autobiographique Un père, la famille se voit rendre  en justice la deuxième moitié du nom: "Mondancin" qui s'était perdu à la naissance de son père Francis. Son nom à l'état civil devient ainsi à partir de 1999: Jean-Louis Tripier-Mondancin.

### Carrière artistique
Après des débuts dans le fanzine Presse Pirate en 1975 puis dans Métal hurlant et Ah ! Nana ! en 1977, il publie Le Bœuf n'était pas mode en 1978 chez Transit. Il publie ensuite chez Futuropolis, Milan et Glénat, dont Soviet Zig-Zag (en collaboration avec le scénariste Marc Barcelo) et Zoulou Blues, deux albums de la série Une aventure de Jacques Gallard, respectivement récompensés par le Prix de l'ACBD (anciennement Prix Bloody Mary) 1987 et le Prix du Public (anciennement Prix FM-BD, Prix Lucien) 1988 à Angoulême.
En 1987, il scénarise et dessine pour l'Agence de publicité Alliance La Légende du Dieu Stentor, un album de 30 pages qui raconte dans l'esprit Indiana Jones, l'histoire fictive de la découverte du café par des archéologues. Cet album reçoit des Prix aux festivals d'Ajaccio et de Hyères. 
À partir des années 1990, il se consacre à la peinture et à la sculpture. Il réalise notamment Média Man, installé au rond-point de l'hôpital de Montauban et Christian Titan, (dédié à son fils Tom), près de l'ancien collège.
En parallèle il réalise également des fresques en mosaïques, des reportages dessinées (La Croisière Verte, Le Radeau des Cimes pour le Magazine Air France, Le Bol d'Or ainsi que le Grand Prix de France de Formule 1), des livres jeunesses notamment Le trône, Le Tigre Furibar (avec Gérard Moncomble) et Freddo Mercurio (avec Alexandra Carrasco) et des story-boards pour le Cinéma.
À partir de 2002 il revient à la Bande-dessinée avec les deux tomes du Nouveau Jean-Claude (Albin Michel) adaptés du story board qu'il a réalisé pour le film du même nom (réalisé par Tronchet).
En 2003, Jean-Louis Tripp part au Québec, où il succède à Edmond Baudoin au poste de professeur en bande dessinée à l'Université du Québec en Outaouais. À Montréal, il partage l'atelier de Régis Loisel et réalise Paroles d'anges en 2004 avec la collaboration d'Alexandra Carrasco.
En 2005, il co-scénarise et co-dessine avec Régis Loisel la série Magasin général, fresque féministe se déroulant dans le petit village imaginaire québécois de Notre-Dame-des-Lacs de 1926 à 1928. Les dialogues sont écrits en québécois compréhensible par les lecteurs français avec la collaboration de Jimmy Beaulieu.
Les auteurs sont nomminés pour le festival d'Angoulême pour les tomes 2 (Serge) et 5 (Montréal). La série de livres making of L'Arrière-boutique du Magasin général explique les dessous de cette collaboration. Un documentaire de 52 minutes, Loisel et Tripp : Traits complices, réalisé par Patrick Foch, Dominique Tripier-Mondancin et Adeline Le Guellaud, retrace également l'histoire de cette collaboration dans leur atelier montréalais. Un autre documentaire, Magasin général : Derniers Traits réalisé par Nicolas Albert, sort en septembre 2014.
En 2016, il collabore à la revue Pandora lancée par les éditions Casterman.
En 2017, il entame chez Casterman un travail autobiographique, sur des thèmes universels:
La sexualité: 
- Extases - Tome 1: Ou l'Auteur découvre que je sexe des filles n'a pas la forme d'un X en 2017
- Extases - Tome 2: Les Montagnes Russes en 2020

Le deuil:
- Le Petit Frère en 2022, qui obtient plusieurs prix (tel que le Prix Atomium 2022 du meilleur Roman Graphique, Prix du Jury BD Gest' 2022, Prix du meilleur Scénario Chambery 2023, Prix Bedeis Causa Quebec 2023, Prix Coup de Foudre des Vendanges Littéraires de Rivesaltes 2025) et à obtenue le label Livre Inter.

La figure du Père: 
- Un Père en 2025[10]'[11]

En 2019, le premier album de la série Extases est adapté au théâtre et devient un spectacle seul en scène en Avignon.
Jean-Louis Tripp est également le co-scénariste, en binôme avec Aude Mermilliod, du triptyque Les vents ovales, dessiné par Horne Perreard et publié à partir de 2024, aux éditions Dupuis,. Le premier album intitulé Yveline obtient le prix Bibliotèca, prix littéraire récompensant le meilleur ouvrage de rugby de l'année,,.
La plupart des ouvrages de l'auteur sont traduits en plusieurs langues: Néerlandais, Espagnol, Catalan, Galicien, Portugais (PT, BR), Allemand, Norvégien, Polonais, Croate, Italien.

## Œuvres
- L'Autre Idiot, scénario de Marc Barcelo, Futuropolis, collection X, 1985
- Le Pari, scénario de Marc Barcelo, Maraccas, 1982
- Le bœuf n'était pas mode, scénario de Marc Barcelo, Transit, 1978[18]
- La Croisière verte, Glénat, 1992  (ISBN 2-7234-1515-5)
- Dinghys dinghys - Lannapurna club, scénario de Marc Barcelo, Milan, 1984  (ISBN 2-86726-048-5)
- Une aventure de Jacques Gallard, Milan

1. Parfum d'Afrique, 1983  (ISBN 2-86726-013-2)
2. Soviet zig zag, scénario de Marc Barcelo, 1986  (ISBN 2-86726-107-4)
3. Zoulou Blues, 1987  (ISBN 2-86726-200-3)
4. Afrikaans Bazaar, 1989  (ISBN 2-86726-524-X)

- La Légende du Dieu Stentor, Alliance, 1987
- Meurtre dans l'Orient-Express, Dominique Dupuis, Histoires à Jouer, Le livre de poche, juin 1988.
- Magasin général, scénarios et dessins de Régis Loisel et Jean-Louis Tripp, Casterman

1. Marie, 2006  (ISBN 2-203-37011-4)
2. Serge, 2006  (ISBN 2-203-37013-0)
3. Les Hommes, 2007  (ISBN 978-2-203-34810-3)
4. Confessions, 2008  (ISBN 978-2-203-01691-0)
5. Montréal, 2009  (ISBN 978-2-203-02463-2)
6. Ernest Latulippe, 2010  (ISBN 978-2-203-02616-2)
7. Charleston, 2011  (ISBN 978-2-203-03219-4)
8. Les Femmes, 2012  (ISBN 978-2-203-04922-2)
9. Notre-Dame-des-lacs, 2014  (ISBN 978-2-203-06210-8) - Sélection officielle Festival d'Angoulême 2015[réf. nécessaire]

- Le Nouveau Jean-Claude, scénario de Tronchet, Albin Michel

1. La force est en lui !, 2002  (ISBN 2-226-13345-3)
2. Pizza mon amour…, 2002  (ISBN 2-226-91343-2)

- Paroles d'anges, scénario d'Alexandra Carrasco et de lui-même, dessins de Jean-Louis Tripp, Glénat, 2004
- Fredo Mercurio, scénario d'Alexandra Carrasco, dessins de Jean-Louis Tripp, Les 400 coups, 2006
- Paroles d'anges, Glénat, collection La Loge noire, 2005  (ISBN 2-7234-4984-X)
- Peau de banane, scénario de Marc Barcelo, Futuropolis, collection Hic et Nunc, 1982
- Le Violon et l'archer, scénario collectif, dessins de Baru, François Boucq, André Juillard, Max Cabanes, Jacques Ferrandez et Jean-Louis Tripp, Casterman, 1990  (ISBN 2-203-38017-9)
- Québec - Un détroit dans le fleuve, scénarios d'Émile Bravo, Phlppgrrd, Pascal Girard et Jean-Louis Tripp, dessins d'Étienne Davodeau, Emmanuel Moynot, Jimmy Beaulieu et Dub, Casterman, 2008  (ISBN 978-2-203-01448-0)
- Extases, Casterman

1. Où l'auteur découvre que le sexe des filles n'a pas la forme d'un X…, 2017  (ISBN 978-2-203-12192-8)
2. Les Montagnes russes, mars 2020  (ISBN 978-2-203-16224-2)

- Le Petit Frère, Casterman, 2022.
- Les vents ovales, (co-scénario avec Aude Mermilliod), dessin de Horne Perreard, Dupuis,
  - Yveline, 2024  (ISBN 979-1-0347-6234-7)
  - Monique, 2024  (ISBN 978-2-8085-0275-7)
- Un Père, Casterman, 2025

## Distinctions
- 1987 : Prix Bloody Mary pour Jacques Gallard t. 2 (avec Marc Barcelo)[2]
- 1988 : Prix Lucien remis lors du festival d'Angoulême pour Jacques Gallard t. 3 : Zoulou Blues[2]
- 2015 : Sélection officielle au Festival d'Angoulême 2015 pour Magasin général, tome 9 : Notre-Dame-des-Lacs, avec Régis Loisel[2]
- 2025 : Prix La Bibliotèca du livre de rugby de l’année pour le tome 1 Yveline de la série Les vents ovales avec Aude Mermilliod et Horne Perreard[15],[16]